# Mesophadnus chinicus
Mesophadnus chinicus là một loài tò vò trong họ Ichneumonidae.